# Euphorbia hispida
Euphorbia hispida är en törelväxtart som beskrevs av Pierre Edmond Boissier. Euphorbia hispida ingår i släktet törlar, och familjen törelväxter. Inga underarter finns listade i Catalogue of Life.